# Manifa
Manifa es un grupo de punk rock español surgido en Repélega, un barrio situado en la margen izquierda de la ría de Bilbao perteneciente al municipio de Portugalete (Vizcaya).

## Historia
El 30 de mayo de 2003, Manifa dio su primer concierto en el espacio Bilborock de Bilbao, aprovechando para grabar su primera maqueta en directo «Ruido del bueno» (2023). En este formato y en años sucesivos lanzaron «Seguimos dando por culo» (2004) y «Tocando los cojones en directo» (2005). 
Tres años después de su creación, el grupo publicó «Poder y fascismo» (2006), primer álbum de estudio que incluía canciones de las maquetas anteriores y temas nuevos como PePe el facha y Punki de El Corte Inglés. El disco se presentó en el Kafe Antzokia (Bilbao).
Tras varios años de conciertos -principalmente por el País Vasco-, Manifa lanzó su segundo disco «Ni tan buenos como quisieran, ni tan malos como piensan» (Working Class Records, 2010), publicando su primer videoclip para la canción Cuidarán de ti. Emulando al concierto de Sex Pistols en el río Támesis, el disco se presentó con un concierto por la ría de Bilbao a bordo del barco El Txinbito,, actuación que contó con la participación de las bandas Subversion X y Flema. De igual forma, durante las fiestas de Repélega en honor a San Cristóbal (patrón de los conductores, camioneros o taxistas) celebraron un concierto sobre un camión que recorrió el barrio originario de la banda.
En 2011, Manifa actuó en festivales como el Aúpa Lumbreiras, celebrado durante más de veinte años en diferentes sedes de la región de Murcia.
El tercer disco de estudio se tituló «El Gran Circo del Rock (Estudios GAUA, 2013) y en él se incluyeron letras críticas sobre lo que rodea al mundo del rock. Además, el disco incluyó un DVD con las imágenes del concierto ofrecido en el año 2010 en la ría de Bilbao.
Al igual que otros grupos, en 2015 Manifa regrabó buscando un mejor sonido los temas más conocidos de su repertorio. El trabajo, titulado «Ruido del bueno», igual que su primera maqueta, se regaló al público que acudía a los conciertos de la banda.
En 2016 Manifa publicó «Cristales rotos» -quinto disco- producido por Marpe, guitarrista del grupo, y lanzó en 2017 el videoclip -realizado por Javihero de McArraldea Producciones- del tema que da título al disco, 
Después de girar presentando el disco en numerosos conciertos, el grupo presentó «Dispara» (grabado y mezclado por Tano y Pedro J. Monge en Chromaticity Studios, 2020), sexto disco en el que se mezcla el humor ácido con la crítica social. El disco fue ilustrado por Suki Sánchez, siguiendo la línea creativa y reconocible de discos anteriores.
El 15 de diciembre de 2023, Manifa publicó «Asesinos» (Demons Punk Records, 2023), séptimo disco de la banda.

## Miembros
- Mena (voz): 2003-presente.
- Asier (guitarra): 2003-presente.
- Marpe (guitarra): 2004-presente.
- Josu (bajo): 2005-presente.
- Gorka (batería): 2020-presente.

Antiguos miembros:
- Imanol (bajo): 2003-2005.
- Unax (batería): 2003-2020.

## Discografía

### Maquetas
1. (2003). Manifa, ruido del bueno.
2. (2004). Manifa, seguimos dando por culo.
3. (2005). Manifa, tocando los cojones en directo.

### Álbumes de estudio
1. (2006). Poder y Fascismo.
2. (2010). Ni tan buenos como quisieran, ni tan malos como piensan.
3. (2013). El Gran Circo del Rock.[5]
4. (2015). Ruido del bueno.
5. (2016). Cristales Rotos.
6. (2020). Dispara.
7. (2023). Asesinos.